# Unerus curvus
Unerus curvus är en insektsart som beskrevs av Freytag 1986. Unerus curvus ingår i släktet Unerus och familjen dvärgstritar. Inga underarter finns listade i Catalogue of Life.